# Willem Einthoven
Willem Einthoven (ur. 21 maja 1860 w Semarang, zm. 29 września 1927 w Lejdzie) – holenderski fizjolog i histolog, laureat Nagrody Nobla w 1924 roku.

## Życiorys
Był synem lekarza, urodził się w Holenderskich Indiach Wschodnich. Kształcił się na Uniwersytecie w Utrechcie, gdzie uzyskał tytuł doktora medycyny w 1885 roku. Od 1886 roku pracował na Uniwersytecie w Lejdzie, m.in. jako profesor. Został wybrany do londyńskiego Royal Society.
Opracował teorię pola elektrycznego serca oraz ogólne prawo projekcji prądów czynnościowych serca na powierzchnię ciała. Stworzył podstawy elektrokardiografii, wykorzystując układ optyczny i skonstruowany przez siebie galwanometr strunowy (1903, tzw. galwanometr Einthovena). Ustalił związek kardiogramu ze skurczami mięśnia sercowego i na tej podstawie zaczął diagnozować choroby serca.
Za odkrycie mechanizmu rejestracji elektrokardiogramu otrzymał w 1924 roku Nagrodę Nobla. Zajmował się także zjawiskami elektrycznymi układu nerwowego.
Od 1902 był członkiem Królewskiej Holenderskiej Akademii Sztuk i Nauk. 